# Đá núi lửa

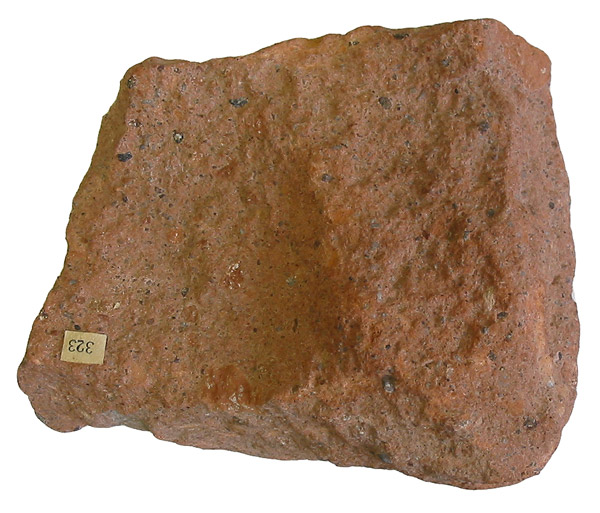
Ignimbrit là một dạng trầm tích của dòng mảnh vụn.

Đá núi lửa (hay đá mácma phun trào) là một loại đá được hình thành khi mác ma phun ra từ núi lửa. Trong địa chất các đá núi lửa và các đá xâm nhập nông không phải lúc nào cũng được xem là riêng biệt.
Đá núi lửa là một trong nhóm đá phổ biến nhất trên bề mặt Trái Đất, đặc biệt là trong các đại dương. Trên cạn, chúng rất phổ biến ở các ranh giới mảng và các tỉnh bazan lớn.

### Kiến trúc

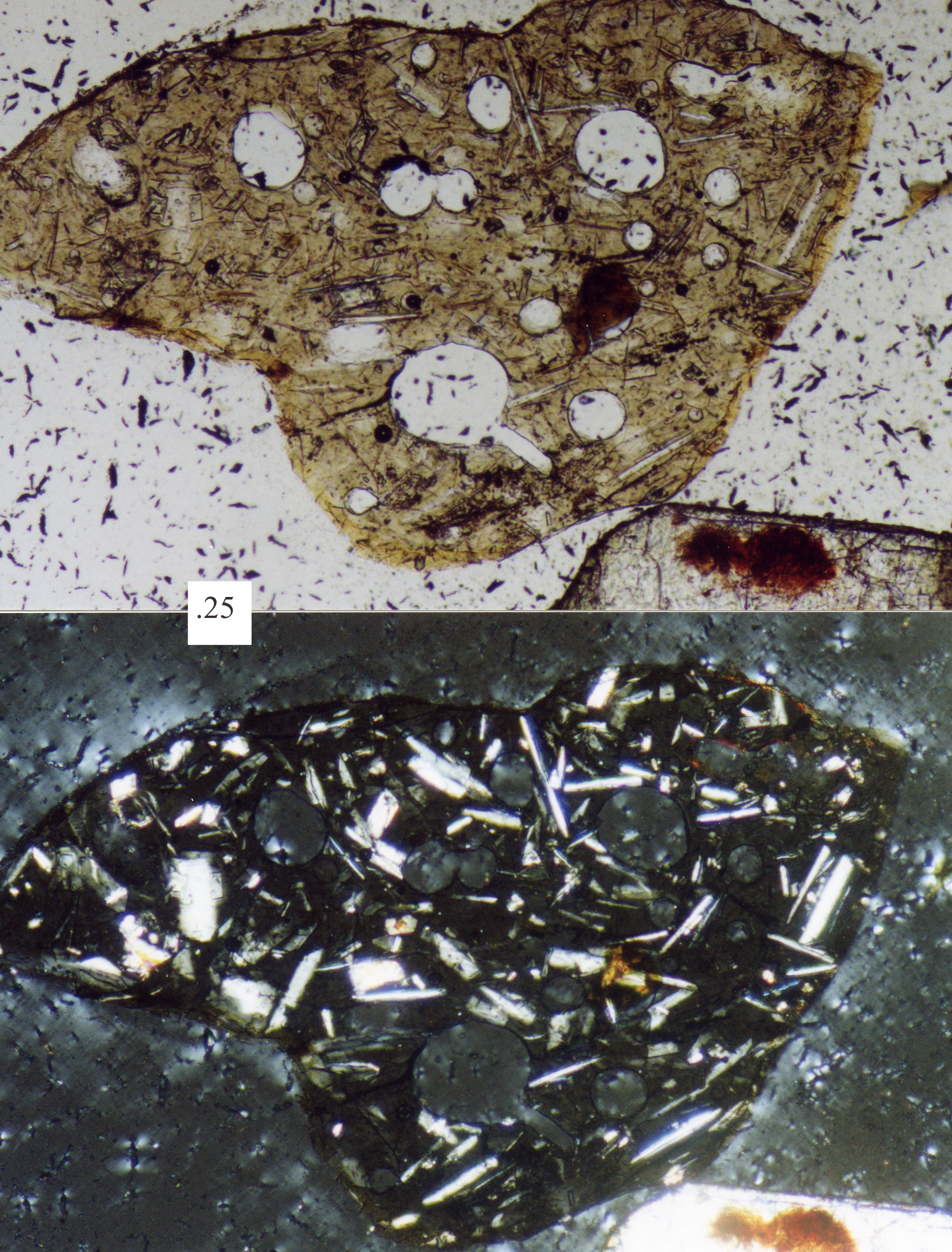
Ảnh chụp mảnh đá núi lửa; ảnh trên là soi dưới ánh sáng phân cực, ảnh dưới là ánh sáng phân cực ngang, tỉ lệ tại têm trái là 0,25 mm.

Các đá núi lửa thường có kiến trúc hạt mịn hoặc ẩn tinh đến thủy tinh. Chúng thường chứa các thể tù của các đá khác và ban tinh. Ban tinh là các tinh thể lớn hơn so với khối nền và có thể được nhận dạng bằng mắt thường.
Đá núi lửa thường có cấu tạo bọt do các lỗ trống để lại khi chúng nguội lạnh. Pumice (đá bọt) là một loại đá có độ lỗ rỗng rất lớn được tạo ra trong các vụ phun nổ.